# Vladimír Clementis
Vladimír « Vlado » Clementis (20 septembre 1902, Tisovec - 3 décembre 1952, Prague) est un avocat, journaliste et homme politique communiste slovaque, membre éminent du Parti communiste tchécoslovaque. En 1952, il fait partie des dirigeants communistes accusés lors du procès de Prague, à l'issue duquel il est exécuté.

## Biographie
Dès le début de ses études à la faculté de droit de l'Université Charles de Prague en 1921 , il s'implique dans le mouvement de l'académie de la jeunesse socialiste. En 1922, ces intellectuels de gauche fondent l'association des étudiants socialistes slovaques au sein de laquelle ils étudient la philosophie marxiste et l'art russe. En 1924, ils commencent à publier un trimestriel DAV, et pour cette raison, on les appelle les Davistes. Clémentis, grâce à sa manière forte et à la fois cultivée, devient leur chef non officiel. En 1924, il rejoint le Parti communiste de Tchécoslovaquie (KSČ).
De 1926 à 1930, il est avocat stagiaire et de 1931 à 1939, avocat à Bratislava. En 1933, Vladimír Clementis se marie avec Lída Clementis Patkova (1910-1988), fille du directeur d'une succursale de la Banque hypothécaire tchèque à Bratislava.
Deux ans plus tard, il devient membre communiste du parlement. En 1938, avant le déclenchement de la Seconde Guerre mondiale, Clementis, suivant la directive du parti, émigre à Paris en passant par la Pologne et l'URSS. De là, il devait se rendre en Amérique du Nord pour développer des activités pour le Parti communiste dans les cercles de ses compatriotes émigrés aux États-Unis ou au Canada. Mais sa critique concernant le pacte Molotov-Ribbentrop déclenche une enquête interne menée par Viliam Široký et il expulsé du Parti communiste tchécoslovaque, en tant qu'opposant à la politique de Moscou.
Au début de la Seconde Guerre mondiale, en septembre 1939, connu pour être un communiste important, il est emprisonné[Où ?][Par qui ?], puis évacué[Par qui ?] vers un camp d'internement britannique. Après sa libération[pourquoi ?][Quand ?], il décide de passer les années de guerre à Londres, où il participe à des émissions radiophoniques lors desquelles il appelle tous les Slovaques à lutter contre les nazis. De retour dans son pays d'origine en 1945, Clementis est de nouveau admis au Parti communiste, puis nommé ministre adjoint des Affaires étrangères dans le premier gouvernement après la guerre. En tant que représentant de la Tchécoslovaquie, il signe la Charte des Nations unies le 26 juin 1945 à San Francisco.
Après le coup d'Ětat communiste de 1948 (à l'organisation duquel il a participé), Clementis prend la place de Jan Masaryk comme ministre des Affaires étrangères. C'est à ce poste en 1948 qu'il joue un rôle important dans la participation de la Tchécoslovaquie à l'opération Balak pour fournir une assistance à l'Armée de l'air israélienne nouvellement fondée.
En 1950, cependant, il est contraint[Par qui ?] de démissionner pour « déviationnisme ». Peu de temps après, il est arrêté et inculpé[Par qui ?] de tentative illégale de franchissement des frontières nationales. Cette année-là, Clementis est également accusé[Par qui ?] d'un crime plus grave : être un « nationaliste bourgeois » et participer à la conspiration trotskiste-titiste-sioniste.

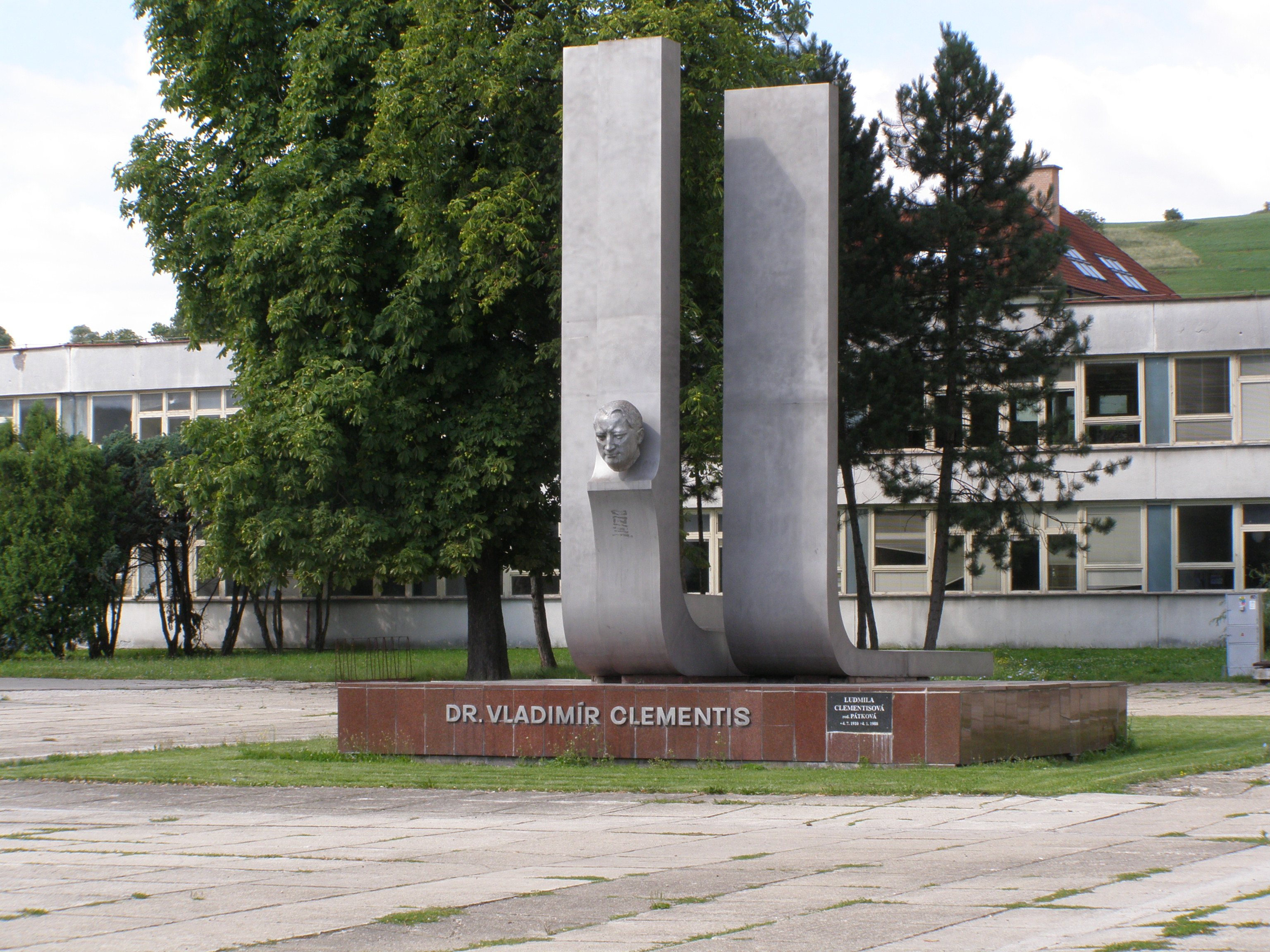
Monument dans sa ville natale Tisovec.

Le 3 décembre 1952, après avoir été jugé et condamné dans le procès de Prague, il est pendu avec Rudolf Slánský. Ses cendres sont dispersées le long d'une route, près de Prague. Sa femme, Lída, n'a reçu que deux pipes et la blague à priser de son mari et a été libérée de prison.
Il est réhabilité en 1963 lors de la déstalinisation du pays avec d'autres accusés du procès de Prague.

## Trucage photographique
Le 21 février 1948, le dirigeant communiste Klement Gottwald, futur président de Tchécoslovaquie, intervient sur le balcon d'un palais baroque à Prague pour s'adresser aux milliers de personnes qui remplissent la place de la Vieille-Ville. Clementis est juste à côté de lui. Sur ce balcon commence l'histoire du communisme de Bohême. La scène est photographiée par Karel Hájek, et tous les enfants connaissent alors cette photo, visible sur les affiches de propagande, dans les manuels scolaires et dans les musées.
Quatre ans plus tard, après la condamnation et l'exécution de Clementis, le département de la propagande fait effacer le nom de Clementis des livres d'histoire et son portrait de toutes les photographies. Sur cette photo ainsi retouchée, Gottwald apparaît désormais seul sur le balcon. Tout ce qui reste de Clementis étant la toque qu'il aurait donnée à Gottwald et que celui-ci a sur la tête,

## Source de la traduction
- (es) Cet article est partiellement ou en totalité issu de l’article de Wikipédia en espagnol intitulé « Vladimír Clementis » (voir la liste des auteurs).